# 岸川登俊
岸川 登俊（きしかわ たかとし、1970年1月30日 - ）は、東京都大田区出身の元プロ野球選手（投手）。
読売ジャイアンツ（巨人軍）の打撃投手を2017年まで務めていた。

## 来歴・人物
安田学園高等学校では2年春からエースになるも同年の夏のベスト8が最高で甲子園には出場できなかった。卒業後、地元・大森に拠点がある東京ガスへ進み、都市対抗野球では補強選手として先発も経験。同じ左腕の富岡久貴が台頭するなどやや目立たない存在であった。
1994年のドラフト6位で千葉ロッテマリーンズに入団。即戦力として新人の年から中継ぎで起用されていたが活躍できなかった。
1998年に小島弘務、樋口一紀との2対1トレードで中日ドラゴンズへ移籍。中日時代も中継ぎで起用され、中継ぎ左腕として貴重な存在で140km/hの速球は威力十分でも制球に安定性がなかったために結果を残せず、二軍暮らしが長かった。
2000年に鈴木平との1対2のトレードで河野亮とともにオリックス・ブルーウェーブへ移籍。オリックスでは当時左投手に弱かった西武ライオンズ相手に先発として登板したこともあった。2001年オフに戦力外通告を受け、12球団合同トライアウトに参加するも不合格となった。
2002年、読売ジャイアンツからの要請で打撃投手として入団、以後は高校の後輩にあたる阿部慎之助を始め、高橋由伸、長野久義、村田修一ら主力選手の調整相手を16年間に亘り務めて来たが、2017年限りで定年退職によりチームを去ることとなり、シーズン終了後の宮崎秋季キャンプ最終日には監督の高橋がバッターボックスに立ち、岸川の球を高橋が打つという形で退職セレモニーが行われた。
2018年10月より、田口竜二が代表を務める白寿生科学研究所・人材開拓課に勤務。

## 詳細情報

### 年度別投手成績
| 年 度     | 球 団      | 登 板 | 先 発 | 完 投 | 完 封 | 無 四 球 | 勝 利 | 敗 戦 | セ 丨 ブ | ホ 丨 ル ド | 勝 率 | 打 者 | 投 球 回 | 被 安 打 | 被 本 塁 打 | 与 四 球 | 敬 遠 | 与 死 球 | 奪 三 振 | 暴 投 | ボ 丨 ク | 失 点 | 自 責 点 | 防 御 率 | W H I P |
| --------- | ---------- | ----- | ----- | ----- | ----- | -------- | ----- | ----- | -------- | ----------- | ----- | ----- | -------- | -------- | ----------- | -------- | ----- | -------- | -------- | ----- | -------- | ----- | -------- | -------- | ------- |
| 1995      | ロッテ     | 30    | 0     | 0     | 0     | 0        | 0     | 1     | 0        | --          | .000  | 126   | 27.2     | 27       | 2           | 20       | 2     | 0        | 23       | 0     | 0        | 24    | 24       | 7.81     | 1.70    |
| 1996      | ロッテ     | 14    | 0     | 0     | 0     | 0        | 0     | 0     | 0        | --          | ----  | 47    | 11.1     | 11       | 0           | 2        | 0     | 0        | 10       | 1     | 0        | 6     | 6        | 4.76     | 1.15    |
| 1997      | ロッテ     | 14    | 0     | 0     | 0     | 0        | 0     | 2     | 0        | --          | .000  | 69    | 14.1     | 21       | 0           | 5        | 0     | 0        | 8        | 3     | 0        | 14    | 13       | 8.16     | 1.81    |
| 1998      | 中日       | 3     | 0     | 0     | 0     | 0        | 0     | 0     | 0        | --          | ----  | 24    | 5.0      | 6        | 0           | 3        | 0     | 1        | 5        | 1     | 0        | 5     | 3        | 5.40     | 1.80    |
| 1999      | 中日       | 7     | 0     | 0     | 0     | 0        | 0     | 0     | 0        | --          | ----  | 40    | 8.2      | 10       | 2           | 6        | 0     | 0        | 6        | 0     | 0        | 5     | 5        | 5.19     | 1.85    |
| 2000      | オリックス | 17    | 4     | 0     | 0     | 0        | 0     | 1     | 0        | --          | .000  | 132   | 26.0     | 43       | 6           | 14       | 0     | 1        | 19       | 3     | 1        | 23    | 21       | 7.27     | 2.19    |
| 2001      | オリックス | 2     | 0     | 0     | 0     | 0        | 0     | 0     | 0        | --          | ----  | 26    | 4.1      | 11       | 2           | 2        | 0     | 0        | 1        | 0     | 0        | 8     | 8        | 16.62    | 3.00    |
| 通算：7年 | 通算：7年  | 87    | 4     | 0     | 0     | 0        | 0     | 4     | 0        | --          | .000  | 464   | 97.1     | 129      | 12          | 52       | 2     | 2        | 72       | 8     | 1        | 85    | 80       | 7.40     | 1.86    |

### 記録
投手記録
- 初登板：1995年4月4日、対福岡ダイエーホークス1回戦（千葉マリンスタジアム）、9回表無死に3番手として救援登板・完了、1回無失点
- 初奪三振：同上、9回表にケビン・ライマーから
- 初先発：2000年7月19日、対西武ライオンズ14回戦（西武ドーム）、3回2/3を2失点

打撃記録
- 初打席・初安打：1999年8月8日、対横浜ベイスターズ20回戦（横浜スタジアム）、3回表に斎藤隆から中前安打

### 背番号
- 59 （1995年 - 1997年）
- 45 （1998年 - 1999年）
- 36 （2000年）
- 34 （2001年）
- 111 （2002年 - 2006年）
- 114 （2007年 - 2009年）
- 03 （2010年）
- 202 （2011年 - 2017年）